# メートル・ダール
メートル・ダール（フランス語: Maître d'Art）は、フランス伝統工芸の最高技能者に授与される称号である。日本では「フランスの人間国宝」「フランス人間国宝」と称されることもある。
フランス文化・通信省により1994年に策定され、2016年時点では124名が認定されている。
日本の人間国宝制度を参考にして創設されている。